# Garuhapé
Garuhapé es un municipio de la provincia de Misiones, ubicado dentro del departamento de Libertador General San Martín.
El nombre de la ciudad proviene del vocablo guaraní que significa "llovizna ancha",  Garua/(llovizna) Pé/(ancho/a)  es erróneo referirse como " camino de las canoas" pues  Rape del guaraní significa camino  y Kanoá: (bote), la traducción  correcta para caminos de las canoas sería rapekanoá. 
Con una población de 8259 habitantes según el censo de 2001 (INDEC), la ciudad se halla a orillas de la Ruta Nacional 12, a 147 kilómetros de Posadas, 150 kilómetros de las Cataratas del Iguazú, y a 1251 kilómetros de la ciudad de Buenos Aires, capital de la Argentina.
Con respecto a la economía, se destaca la producción de yerba mate y cítricos también destaca la industria maderera.
En la ciudad se encuentra la fábrica de ladrillos cerámicos más importante de la provincia de Misiones.
En lo que respecta al turismo, se pueden visitar el complejo municipal Gruta India ubicado en el Salto 3 de Mayo, sobre el arroyo del mismo nombre, y la cueva del Yaguareté.

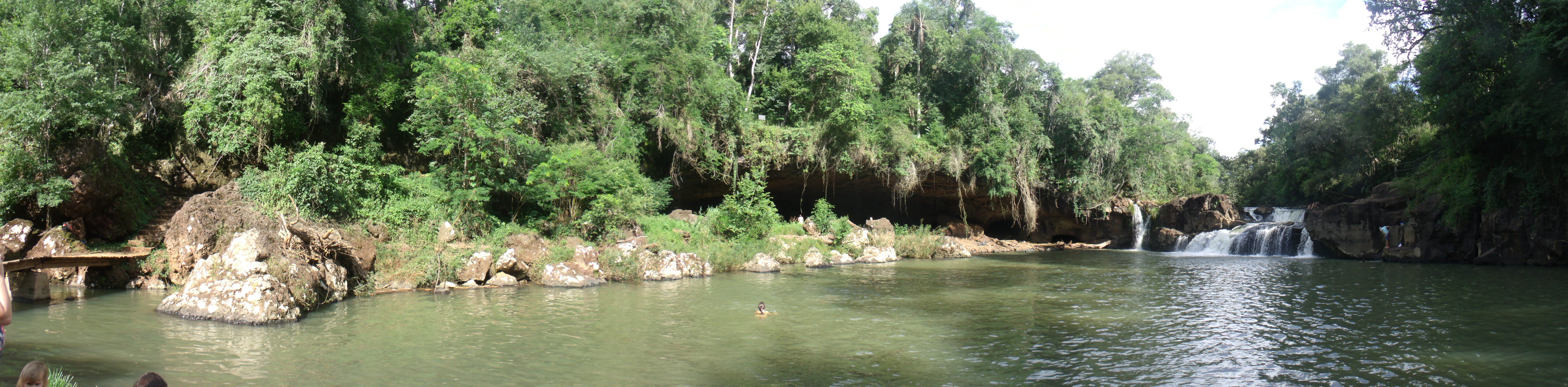
El complejo de la Gruta India con el Salto 3 de Mayo constituye el principal atractivo turístico del municipio.

## Turismo

### Parque Natural Municipal Gruta India
El Parque Natural Municipal Gruta India es una reserva natural protegida ubicada en la localidad de Garuhapé, en la provincia de Misiones, Argentina. El parque destaca por su valor paisajístico, formaciones rocosas y biodiversidad, siendo un sitio relevante dentro del turismo de naturaleza y aventura.
La principal atracción del parque es la Gruta India, una formación geológica natural rodeada de leyendas relacionadas con pueblos originarios de la región. El área cuenta con senderos señalizados, zonas de avistamiento de aves, espacios de recreación, y actividades orientadas al ecoturismo.

### Camping Cueva del Yaguareté
El Camping Cueva del Yaguareté se encuentra próximo al Parque Natural Gruta India, y ofrece a los visitantes una opción de alojamiento en contacto directo con la naturaleza. Su nombre hace referencia a una formación rocosa conocida localmente como la Cueva del Yaguareté, relacionada con relatos de la fauna silvestre nativa, especialmente del yaguareté, especie emblemática de la región.
El camping dispone de espacios para carpas, parrillas, servicios sanitarios, agua potable, y acceso a senderos que recorren zonas naturales cercanas. Es frecuentado por turistas, mochileros y familias que desean disfrutar de la tranquilidad y el entorno natural.

### Reserva Privada Natural Curindy
La Reserva Privada Natural Curindy es un espacio de conservación y turismo de naturaleza gestionado de forma privada, que forma parte del corredor verde misionero. Está ubicada en cercanías de la localidad de Garuhapé, en la provincia de Misiones, a pocos kilómetros del centro urbano. Es un sitio ideal para quienes buscan una experiencia en contacto directo con la selva paranaense.

#### Características principales
- Biodiversidad: Alberga especies autóctonas de flora y fauna, algunas de ellas en peligro de extinción. Su entorno de selva en galería y monte nativo la convierte en un lugar privilegiado para el avistaje de aves y caminatas interpretativas.

- Senderos y actividades:
  - Caminatas guiadas por el monte.
  - Observación de aves (birdwatching).
  - Charlas educativas sobre conservación y biodiversidad.

- Enfoque educativo y ecológico: La reserva tiene un fuerte componente de educación ambiental, orientado tanto a visitantes locales como a turistas, con el objetivo de generar conciencia sobre la protección del ecosistema misionero.

- Ideal para: Familias, escuelas y grupos turísticos interesados en el ecoturismo y el conocimiento de la naturaleza.

#### Ubicación y acceso
La reserva se encuentra en la zona rural de Garuhapé. El acceso se realiza por caminos terrados desde el centro urbano. Puede requerir coordinación previa para visitas, ya que no siempre está abierta al público de forma libre.

## Postales del atardecer en el Club de Pesca Garuhapé

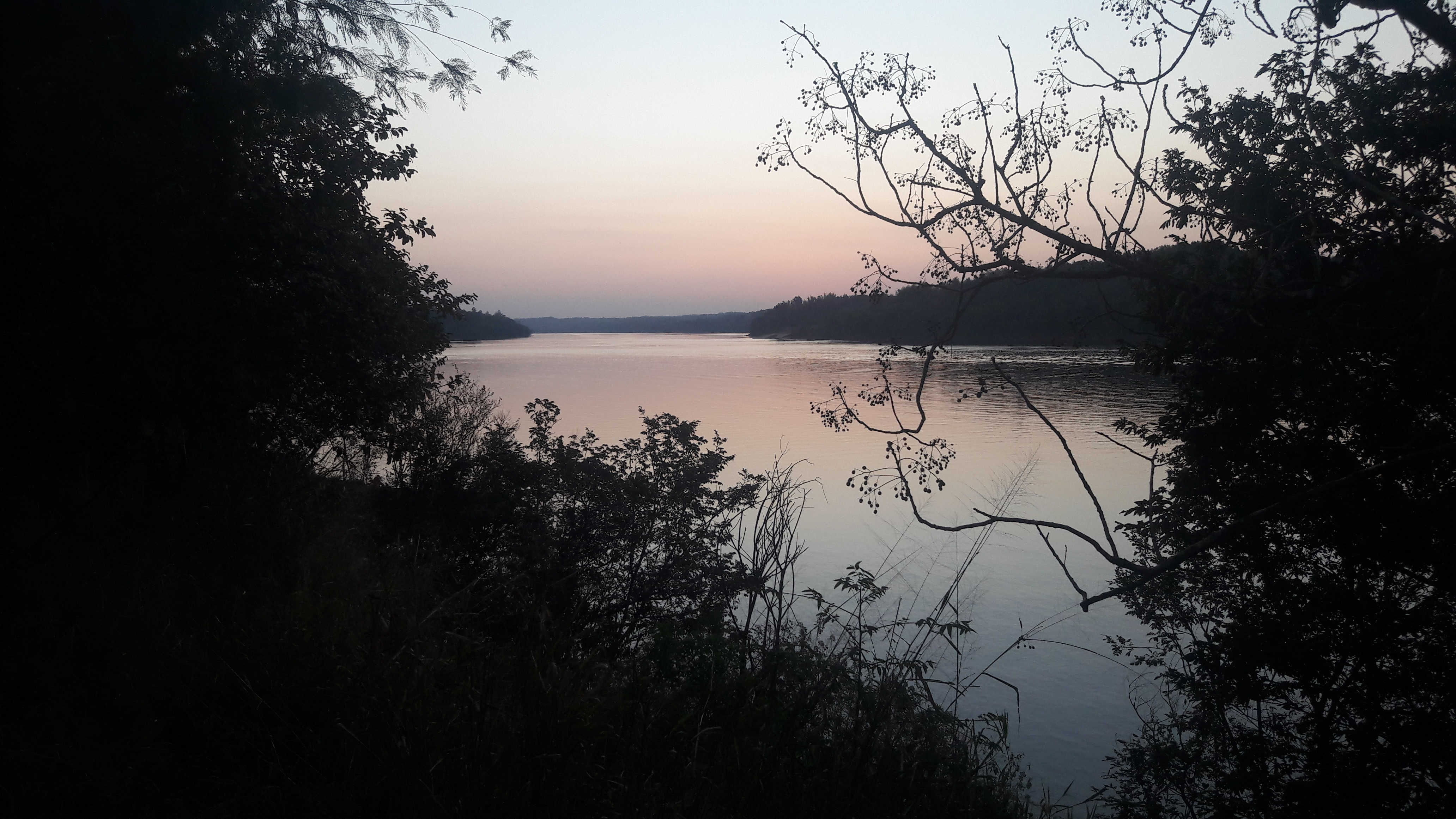
'
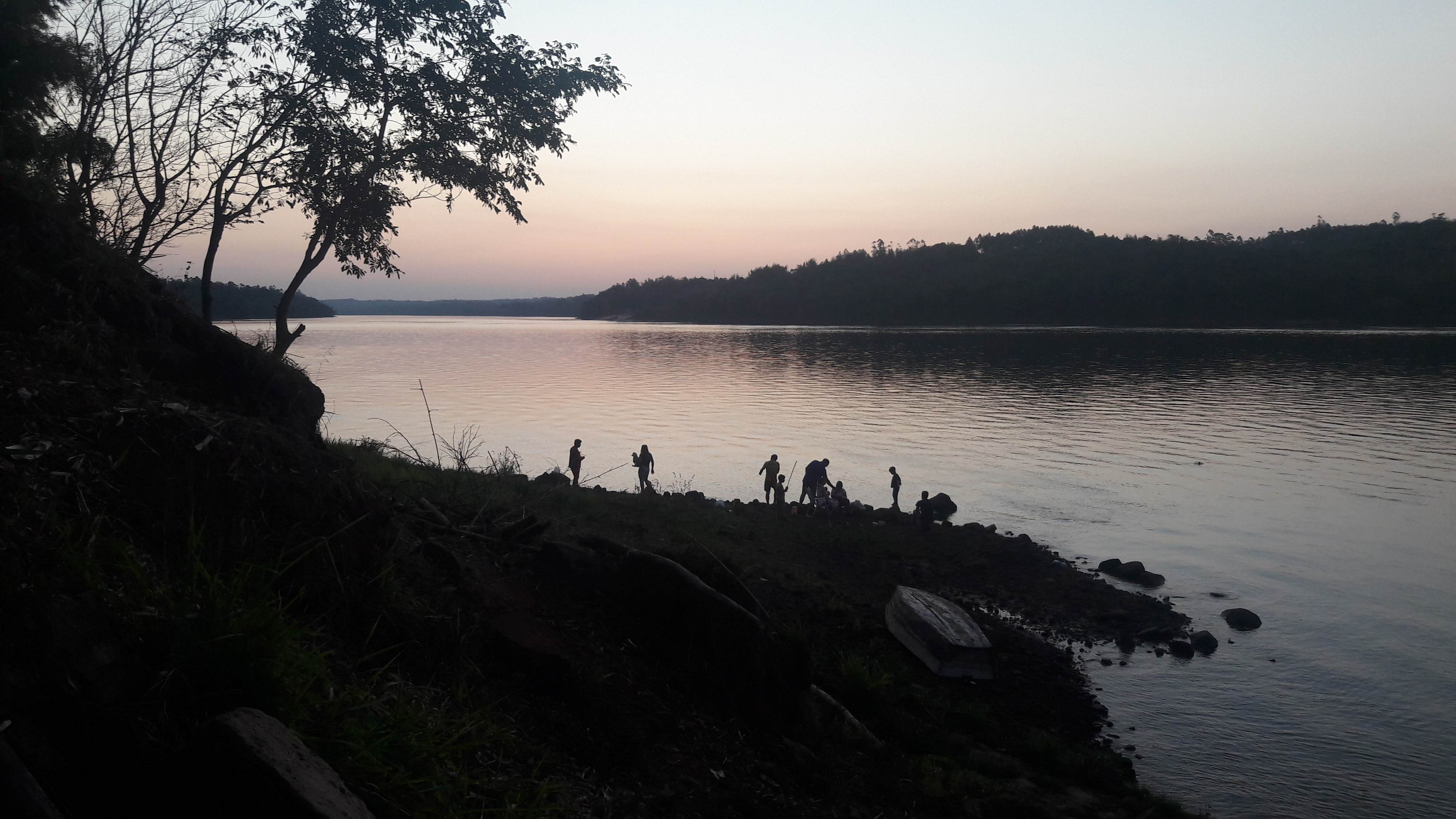
'
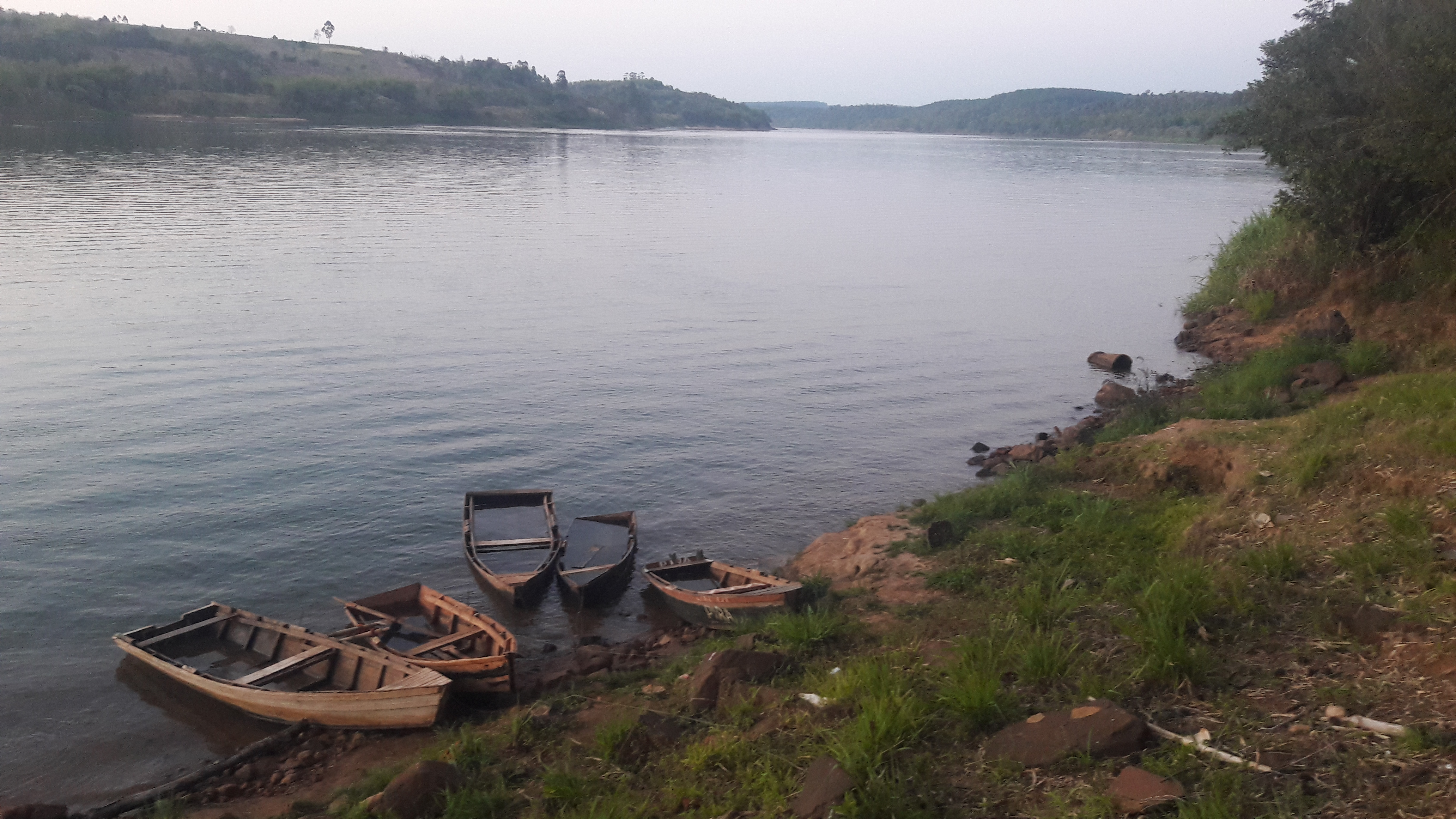
'
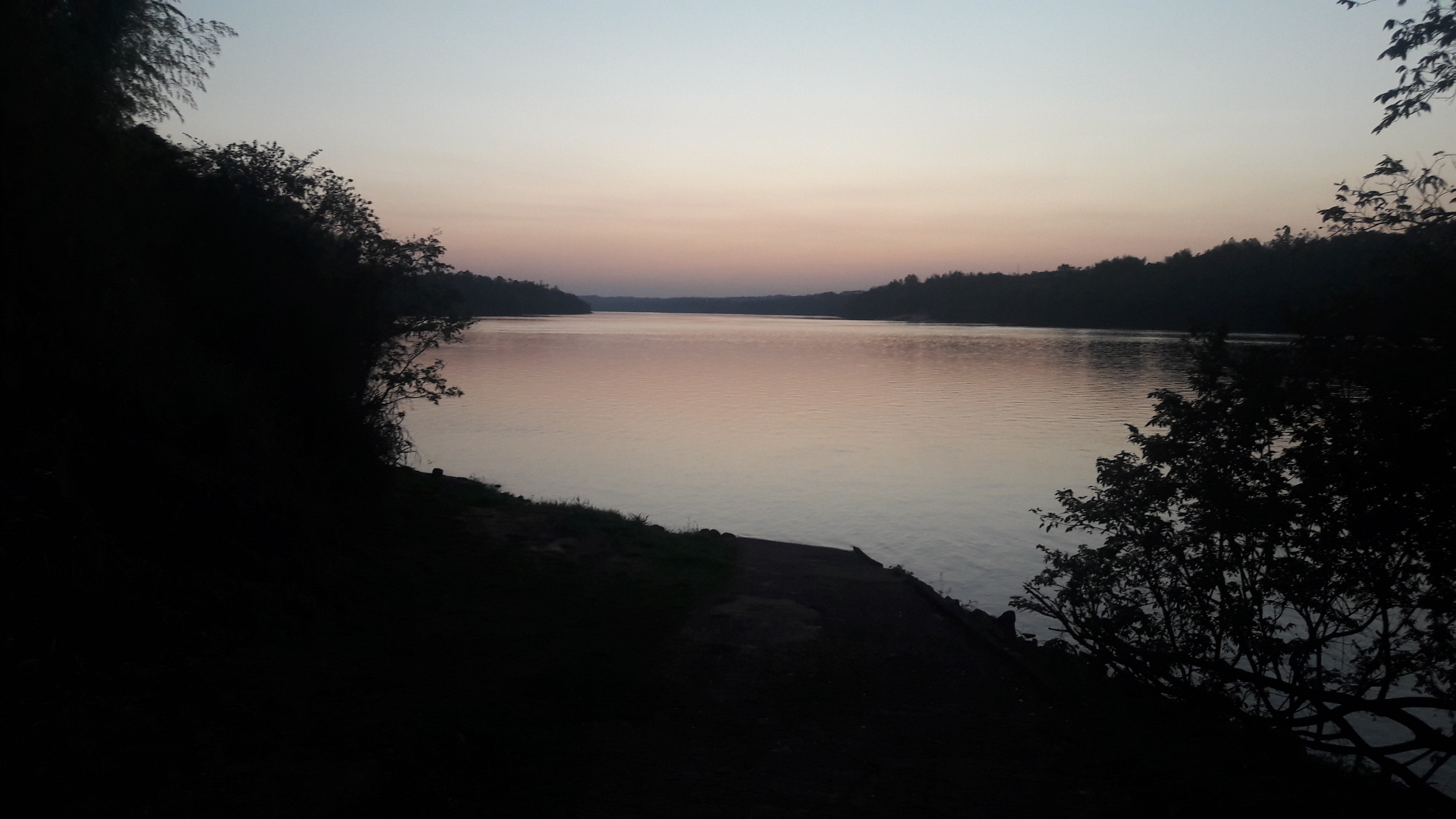
'